# Pauridiantha canthiiflora
Pauridiantha canthiiflora är en måreväxtart som beskrevs av Joseph Dalton Hooker. Pauridiantha canthiiflora ingår i släktet Pauridiantha och familjen måreväxter. Inga underarter finns listade i Catalogue of Life.